# معركة لول بورغاس
معركة لول بورغاس (بالتركية: Lüleburgaz Muharebesi) أو معركة لول بورغاس بونارحصار (بالبلغارية: Битка при Люлебургас – Бунархисар) ، (بالتركية: Lüleburgaz – Pınarhisar Muharebesi) هي معركة بين مملكة بلغاريا والدولة العثمانية وكانت أكثر المعارك دموية في حرب البلقان الأولى ، ووقعت المعركة في الفترة من 28 أكتوبر إلى 2 نوفمبر 1912، حيث ان القوات البلغارية التي قاتلت قوة تفوقها عددا جعلت العثمانيين يتراجعون إلى خط كاتالكا، علي بعد 30   كم من العاصمة العثمانية القسطنطينية ، تعد المعركة ومن حيث عدد القوات المشاركة، أكبر معركة في أوروبا بين نهاية الحرب الفرنسية البروسية وبداية الحرب العالمية الأولى 

## المعركة
في أعقاب النصر البلغاري السريع على خط بيترا - سيليو - جكنلي والسيطرة على كيرك كيليس ( كيركلاريلي ) ، تراجعت القوات العثمانية في فوضي نحو الشرق والجنوب، قام الجيش الثاني البلغاري تحت قيادة الجنرال نيكولا إيفانوف بمطاردة الجيش العثماني المنسحب لكن الجيشين الأول والثالث فشلوا في مطاردة القوات العثمانية المتراجعة، مما سمح للعثمانيين بإعادة التجمع واتخذوا مواقع دفاعية جديدة على طول خط لول بورغاس - بونار هيسار، قام الجيش البلغاري الثالث تحت الجنرال رادكو ديميترييف بعد وصوله إلى الخطوط العثمانية في 28 أكتوبر ببدأ الهجوم في اليوم نفسه من قبل فرق الجيش الثلاثة وبحلول نهاية اليوم استولت الفرقة السادسة على بلدة لول بورغاس ومع وصول «الجيش الأول» إلى ساحة المعركة في اليوم التالي، استمرت الهجمات على طول الجبهة بأكملها ولكن قوبلت بمقاومة عنيفة وحتى بهجمات مضادة محدودة من قبل العثمانيين، ودارت معارك عنيفة ودامية في اليومين التاليين وكانت الخسائر كبيرة في كلا الجانبين، بعد ذلك، تمكنت الفرقة الرابعة والخامسة البلغارية من دفع العثمانيين إلى الوراء نحو 5 كم في قطاعات كل منها على خط المواجهة في 30 أكتوبر .
ومن ثم واصل البلغار دفع العثمانيين على الجبهة بأكملها، حيث تمكنت الفرقة السادسة من اختراق الخطوط العثمانية على الجهة اليمنى، وبعد يومين آخرين من القتال العنيف، انهار الدفاع العثماني وفي ليلة 2 نوفمبر بدأت القوات العثمانية في التراجع الكامل على طول خط المواجهة بأكمله، ليشكلوا مواقع دفاعية على خط دفاع كاتالكا فقط 30   كم غرب القسطنطينية.